# Ingerana mariae
Ingerana mariae är en groddjursart som först beskrevs av Robert F. Inger 1954.  Ingerana mariae ingår i släktet Ingerana och familjen Dicroglossidae. IUCN kategoriserar arten globalt som otillräckligt studerad. Inga underarter finns listade i Catalogue of Life.